# Simca 9 Aronde
Pour les articles homonymes, voir Aronde.
La Simca 9 Aronde a été construite de 1951 à 1955. La première série (9 Aronde) a été produite pour les modèles 1951 à 1953 (avec calandre en podium) et la seconde (Aronde) pour les modèles de 1954 à 1955 (avec calandre en arc de cercle). Le mot « Aronde » signifie en ancien français « hirondelle », qui était le symbole de la marque Simca.

## Historique
Pour un article plus général, voir Simca Aronde.
La 9 Aronde est présentée le 31 mai 1951, c'est la première Simca à carrosserie monocoque. Contrairement aux Simca précédentes sous licence Fiat, elle n'est pas identique (homothétique) à un modèle Fiat existant. Cependant, la Fiat 1400 sortie un an plus tôt possède une structure identique. En fait, la Simca 9 Aronde et la Fiat 1400 ont été élaborées conjointement chez le grand emboutisseur américain Budd, spécialiste des carrosseries monocoques (sans châssis) tout acier. On peut dire que les deux voitures sont demi-sœurs. L'Aronde est présentée comme la première vraie Simca et non plus une Simca-Fiat".
La Simca paraît résolument moderne face à la Citroën Traction Avant ou à la Peugeot 203 de l'époque. La carrosserie est due au crayon de Mario Revelli di Beaumont finalisée par René Dumas. Son style reprend une ligne du style ponton et des ailes intégrées au reste de la carrosserie, dont elle fut une des premières représentantes parmi les voitures françaises. Pour son époque, elle disposait d'une grande surface vitrée.
Malgré sa modernité apparente, la 9 Aronde est techniquement très classique, restant fidèle à la propulsion. Elle est mue par un moteur Fiat de 1 221 cm3, identique à celui qui équipait les Simca 8 1200 qu'elle remplace, mais disposant de 45 ch SAE.
Ses qualités étaient sa direction précise et légère, sa nervosité, son bon freinage par rapport à ses rivales.[réf. nécessaire]
On pouvait lui reprocher un essieu arrière sautillant et inconfortable, une commande de boîte de vitesses très imprécise et une première non synchronisée.[réf. nécessaire]
L'intérieur des Simca 9 Aronde modèles 1951 est tapissé d'un tissu rayé vite surnommé « drap de déporté » car la guerre était encore dans tous les esprits. Ces premières versions ont leur batterie de 12 V sous la banquette avant. La 9 Aronde 1951 se reconnaît par le monogramme de calandre à fond noir et le pare-chocs arrière en une seule pièce, contre trois à partir de 1952.

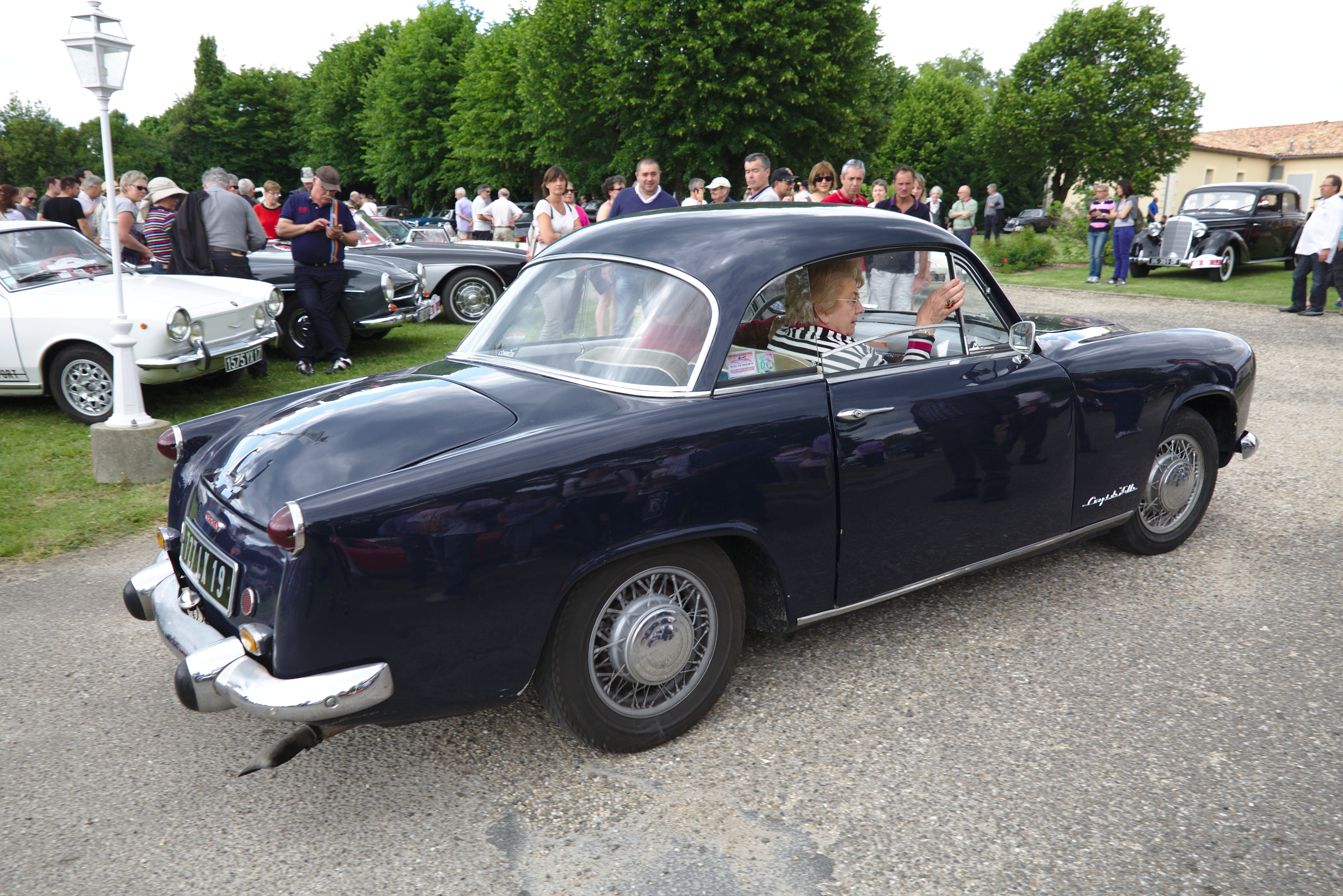
Simca Coupé de Ville, 1953
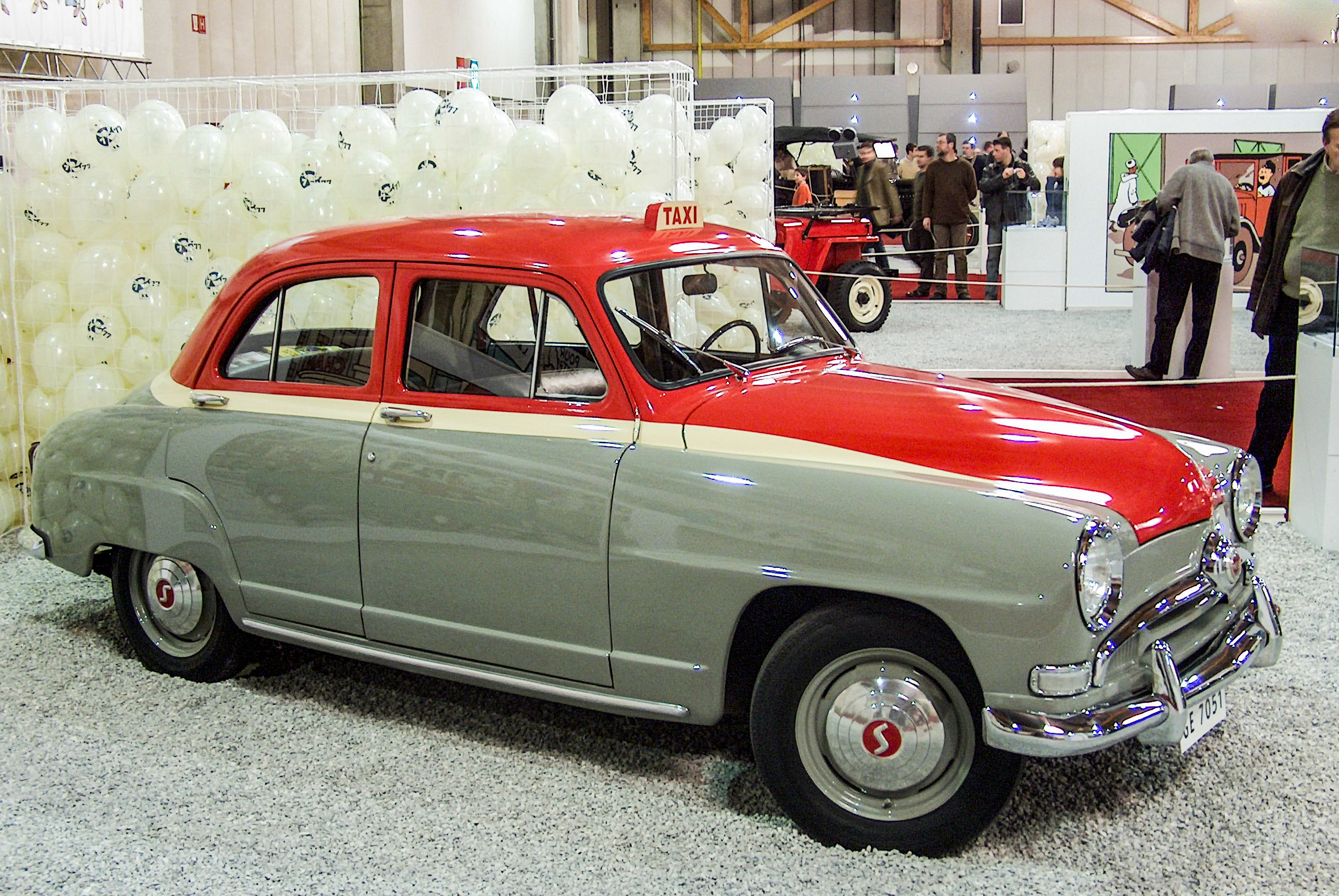
Taxi Simca Aronde, 1954
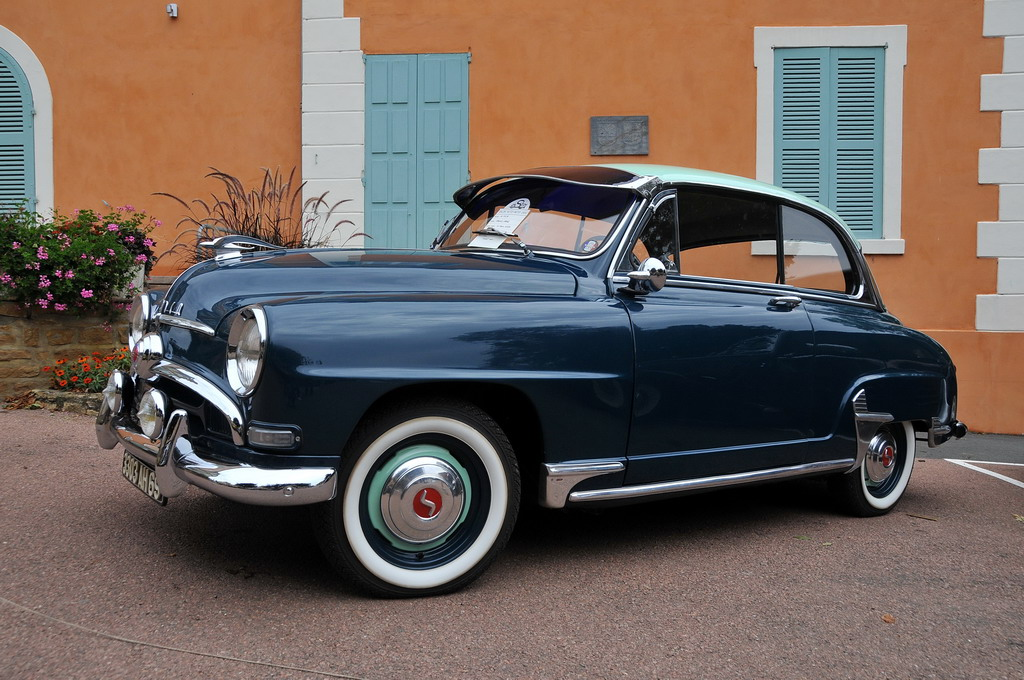
Aronde Grand Large, 1954
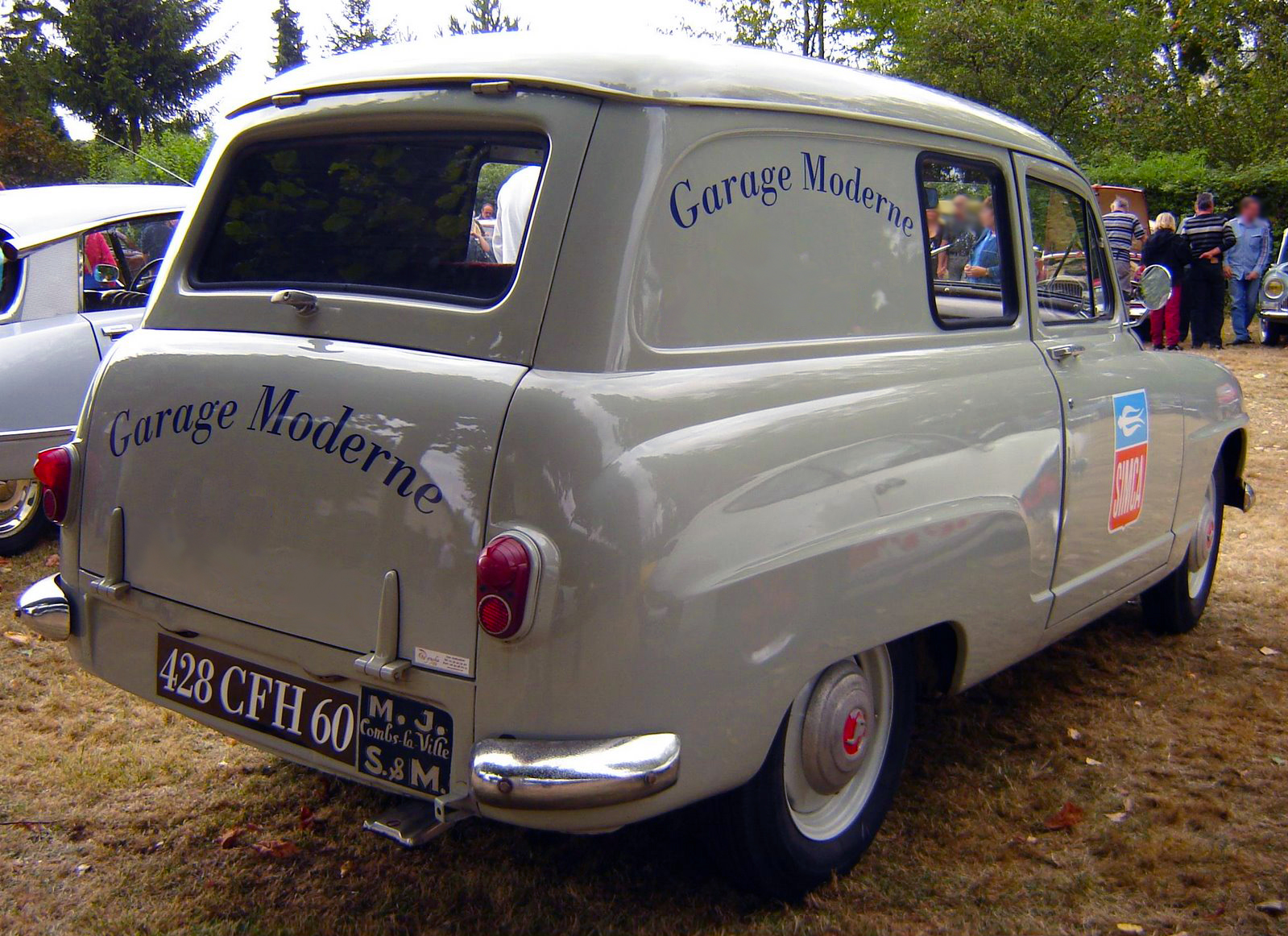
Aronde commerciale, 1954
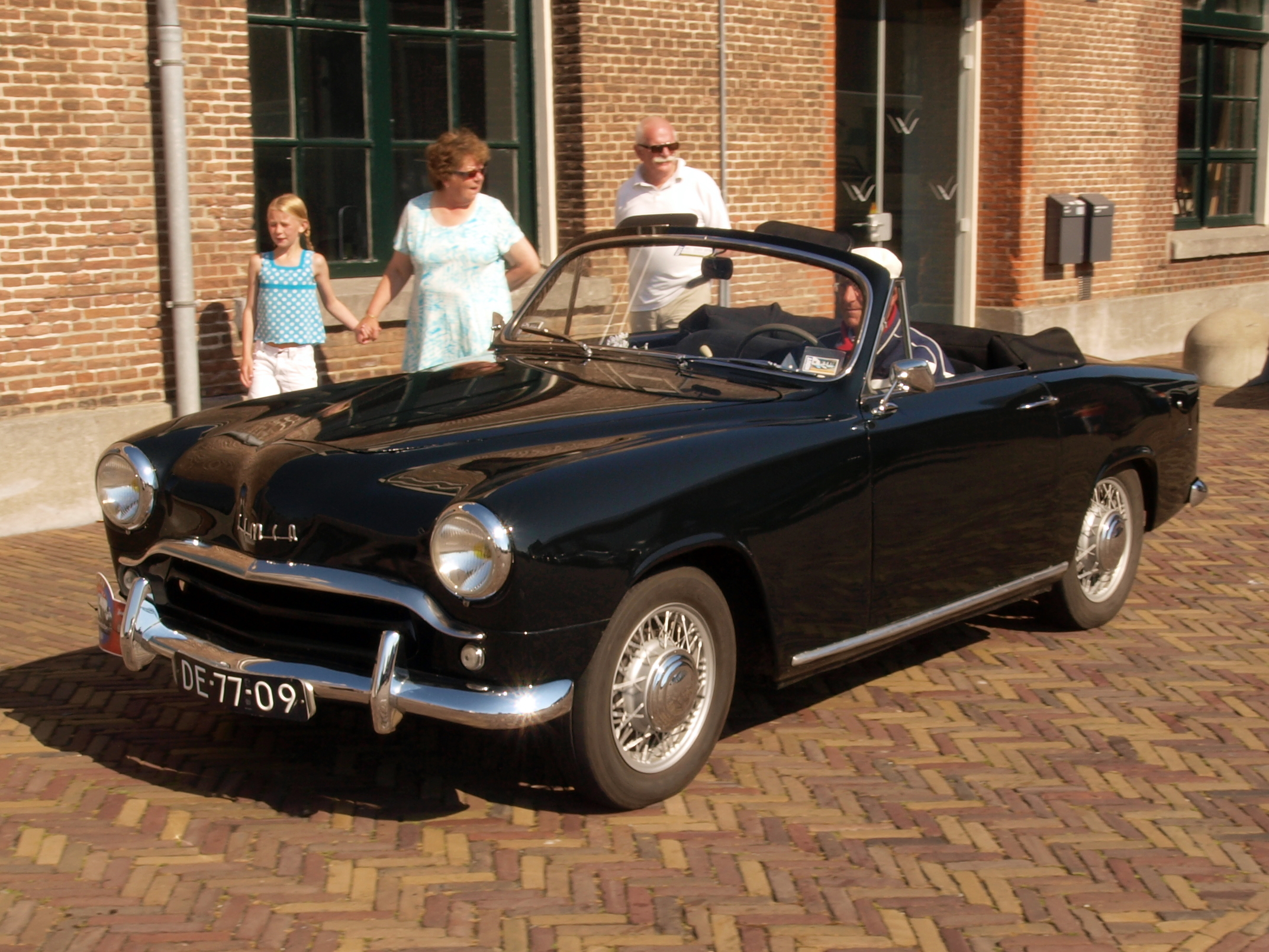
Simca Week-end, 1955

## Dans la culture populaire

### Apparition dans la bande dessinée
- Dans la période pré-Turbotraction des aventures de Spirou et Fantasio alors dessinées et scénarisées par Franquin, ceux-ci roulent dans une Aronde de première génération, que l'on voit en particulier dans Les Voleurs du marsupilami (1952), créditée d'une vitesse flatteuse... et verbalisée.

- Dans S.O.S. Météores d'Edgar P. Jacobs paru en 1959, le chauffeur de taxi Ernest Brisson, qui accueille le professeur Mortimer à la gare de Versailles Rive-Gauche, conduit une Aronde 1300.

- Dans L'Affaire Tournesol, Tintin et la Capitaine Haddock empruntent un taxi genevois Simca Aronde 1954 rouge et gris.